# Eduard von Weber

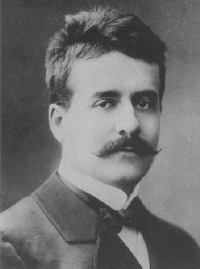
Eduard von Weber

Eduard Ritter von Weber (* 12. Mai 1870 in München; † 20. Juni 1934 in Würzburg) war ein deutscher Mathematiker.

## Leben
Weber besuchte das Maximiliansgymnasium München, studierte ab 1888 in München, Göttingen und Paris Mathematik und wurde 1893 an der Universität München  promoviert. 1895 habilitierte er sich dort und wurde 1903 außerordentlicher Professor. 1907 wurde er außerordentlicher und 1909 (als Nachfolger von Friedrich Prym) ordentlicher Professor an der Universität Würzburg. Er beschäftigte sich vor allem mit partiellen Differentialgleichungen, insbesondere dem Pfaffschen Problem, und schrieb auch den Artikel Partielle Differentialgleichungen in der Enzyklopädie der mathematischen Wissenschaften.
Weber hatte vielseitige Interessen und sprach zahlreiche Sprachen, darunter Russisch, Portugiesisch, Spanisch, Norwegisch, Persisch, Arabisch, Hebräisch, Irisch.

## Schriften
- Vorlesungen über das Pfaff'sche Problem und die Theorie der partiellen Differentialgleichungen 1. Ordnung. (= B. G. Teubner's Sammlung von Lehrbüchern auf dem Gebiete der mathematischen Wissenschaften mit Einschluß ihrer Anwendungen 2, ZDB-ID 1090293-4). Teubner, Leipzig 1900.